# كارلوس مارتينز
كارلوس مارتينز (بالإسبانية: Carlos Martínez Rodríguez) (27 يونيو 1986 في ماتارو في إسبانيا – )؛ هو لاعب كرة قدم كان يلعب كمهاجم.

## وصلات خارجية
- كارلوس مارتينز على موقع رابطة كرة القدم اليابانية للمحترفين (اليابانية)
- كارلوس مارتينز على موقع قاعدة بيانات كرة القدم.إي يو (الإنجليزية)
- كارلوس مارتينز على موقع Soccerway.com (الإنجليزية)
- كارلوس مارتينز على موقع عالم كرة القدم.نت (الإنجليزية)